# La Collancelle
La Collancelle (en nivernais La Courancelle) est une commune française située dans le département de la Nièvre, en région Bourgogne-Franche-Comté.

## Géographie

### Climat
Pour des articles plus généraux, voir Climat de la Bourgogne-Franche-Comté et Climat de la Nièvre.
En 2010, le climat de la commune est de type climat océanique dégradé des plaines du Centre et du Nord, selon une étude du Centre national de la recherche scientifique s'appuyant sur une série de données couvrant la période 1971-2000. En 2020, Météo-France publie une typologie des climats de la France métropolitaine dans laquelle la commune est exposée à un climat océanique altéré et est dans la région climatique  Centre et contreforts nord du Massif Central, caractérisée par un air sec en été et un bon ensoleillement. 
Pour la période 1971-2000, la température annuelle moyenne est de 10,7 °C, avec une amplitude thermique annuelle de 16,1 °C. Le cumul annuel moyen de précipitations est de 934 mm, avec 13,4 jours de précipitations en janvier et 8,6 jours en juillet. Pour la période 1991-2020, la température moyenne annuelle observée sur la station météorologique de Météo-France la plus proche, « Lormes_sapc », sur la commune de Lormes à 19 km à vol d'oiseau, est de 11,2 °C et le cumul annuel moyen de précipitations est de 1 071,3 mm. 
La température maximale relevée sur cette station est de 40,7 °C, atteinte le 25 juillet 2019 ; la température minimale est de −18,1 °C, atteinte le 12 janvier 1987,,. 
Les paramètres climatiques de la commune ont été estimés pour le milieu du siècle (2041-2070) selon différents scénarios d'émission de gaz à effet de serre à partir des nouvelles projections climatiques de référence DRIAS-2020. Ils sont consultables sur un site dédié publié par Météo-France en novembre 2022.

## Urbanisme

### Typologie
Au 1er janvier 2024, La Collancelle est catégorisée commune rurale à habitat très dispersé, selon la nouvelle grille communale de densité à sept niveaux définie par l'Insee en 2022.
Elle est située hors unité urbaine et hors attraction des villes,.

### Occupation des sols
L'occupation des sols de la commune, telle qu'elle ressort de la base de données européenne d’occupation biophysique des sols Corine Land Cover (CLC), est marquée par l'importance des territoires agricoles (63,6 % en 2018), une proportion sensiblement équivalente à celle de 1990 (63,4 %). La répartition détaillée en 2018 est la suivante : 
prairies (38,2 %), forêts (32,9 %), terres arables (20,7 %), zones agricoles hétérogènes (4,6 %), eaux continentales (3,4 %), espaces verts artificialisés, non agricoles (0,1 %). L'évolution de l’occupation des sols de la commune et de ses infrastructures peut être observée sur les différentes représentations cartographiques du territoire : la carte de Cassini (XVIIIe siècle), la carte d'état-major (1820-1866) et les cartes ou photos aériennes de l'IGN pour la période actuelle (1950 à aujourd'hui).

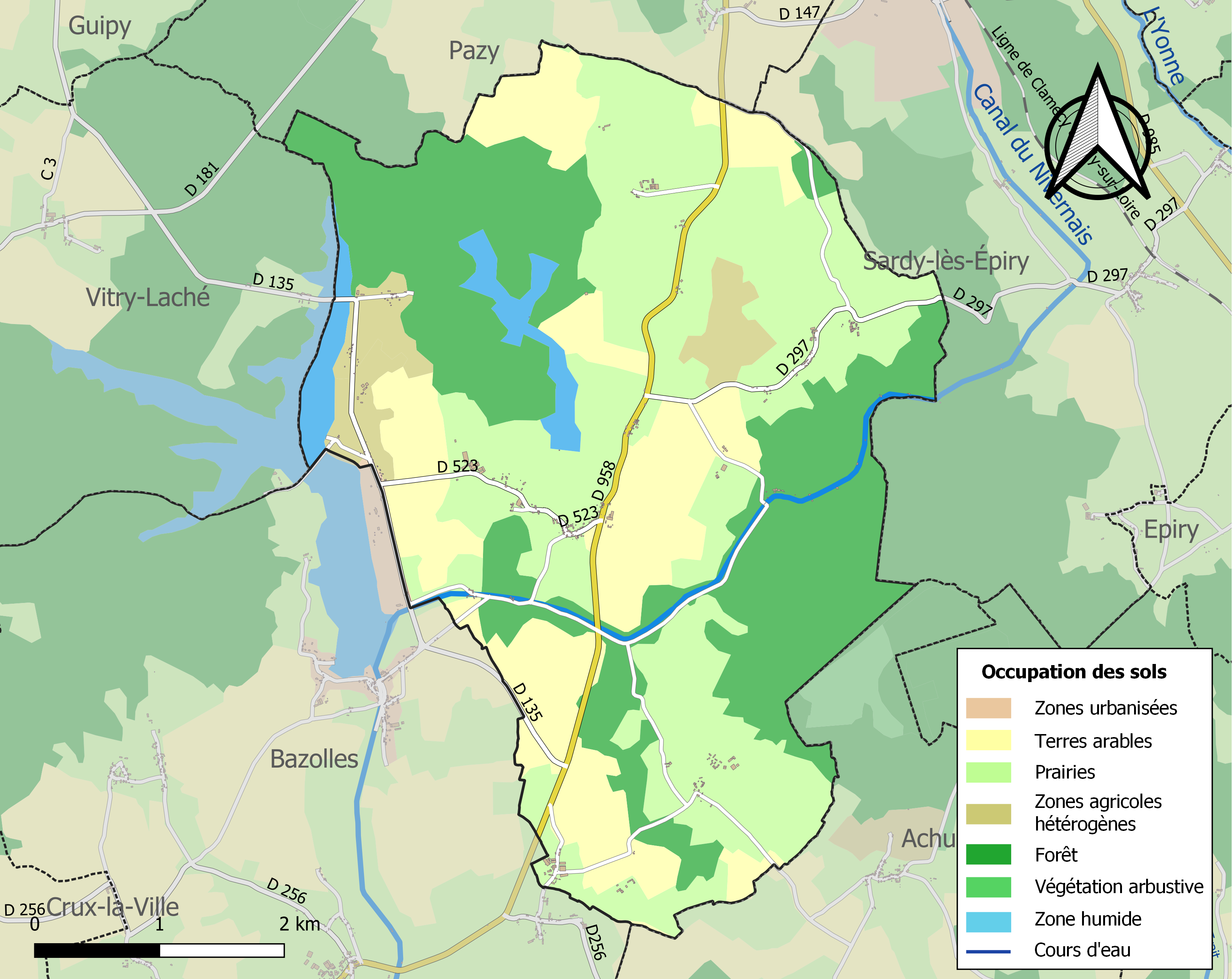
Carte des infrastructures et de l'occupation des sols de la commune en 2018 (CLC).

## Histoire
La famille de Digoine, originaire du Nord du Charolais, possède la seigneurie de Demain, sise sur le territoire de la paroisse de 1385 à 1514. Philibert de Digoine, chambellan (1386) et maître d'hôtel (1392) du duc de Bourbon, participe à de nombreux combats pour chasser les routiers et Anglais du Massif Central. Il est successivement bailli du comté de Clermont-en-Beauvaisis (1402) puis du Nivernais (1407). Il détient aussi les seigneuries de Thianges et Savigny-sur-Canne. Il décède en 1413. Epoux de Marguerite de La Rochette, décédée en 1415. Par alliance, les Damas hériteront. 

## Politique et administration
| Période                                  | Période  | Identité               | Étiquette | Qualité  |
| ---------------------------------------- | -------- | ---------------------- | --------- | -------- |
| (maire en 1843)                          |          | Jean-François Gaudinot |           | Retraité |
| avant 2002                               | ?        | Jacques Brazy          | DVD       |          |
| mars 2008                                | En cours | Bernard Goguelat       |           | Retraité |
| Les données manquantes sont à compléter. |          |                        |           |          |

## Démographie
L'évolution du nombre d'habitants est connue à travers les recensements de la population effectués dans la commune depuis 1793. Pour les communes de moins de 10 000 habitants, une enquête de recensement portant sur toute la population est réalisée tous les cinq ans, les populations de référence des années intermédiaires étant quant à elles estimées par interpolation ou extrapolation. Pour la commune, le premier recensement exhaustif entrant dans le cadre du nouveau dispositif a été réalisé en 2007.

En 2022, la commune comptait 161 habitants, en évolution de −9,55 % par rapport à 2016 (Nièvre : −3,28 %, France hors Mayotte : +2,11 %).
| 1793 | 1800 | 1806 | 1821 | 1831 | 1836 | 1841 | 1846 | 1851 |
| ---- | ---- | ---- | ---- | ---- | ---- | ---- | ---- | ---- |
| 680  | 383  | 398  | 628  | 581  | 705  | 650  | 696  | 650  |

| 1856 | 1861 | 1866 | 1872 | 1876 | 1881 | 1886 | 1891 | 1896 |
| ---- | ---- | ---- | ---- | ---- | ---- | ---- | ---- | ---- |
| 602  | 629  | 700  | 651  | 663  | 640  | 655  | 610  | 572  |

| 1901 | 1906 | 1911 | 1921 | 1926 | 1931 | 1936 | 1946 | 1954 |
| ---- | ---- | ---- | ---- | ---- | ---- | ---- | ---- | ---- |
| 504  | 519  | 486  | 412  | 424  | 378  | 343  | 356  | 344  |

| 1962 | 1968 | 1975 | 1982 | 1990 | 1999 | 2006 | 2007 | 2012 |
| ---- | ---- | ---- | ---- | ---- | ---- | ---- | ---- | ---- |
| 280  | 225  | 177  | 189  | 209  | 178  | 170  | 169  | 182  |

| 2017 | 2022 | - | - | - | - | - | - | - |
| ---- | ---- | - | - | - | - | - | - | - |
| 175  | 161  | - | - | - | - | - | - | - |

## Culture locale et patrimoine

### Lieux et monuments
- Église Saint-Sulpice, mêlant caractères romans et gothiques. Nef voûtée de bois début du XIIIe siècle. Voûtes à liernes et tiercerons dans une chapelle latérale XVIe siècle. Pour visiter demander les clefs en mairie* La chapelle des évêques de Bethléem, XIIe siècle, XIIIe siècle[17]
- Base ULM aviation légère : LF5852 - La Collancelle, Radio 123.500, altitude 985 ft, QFU 18 - 36, surface : herbe, dimensions de la piste : 300m x 20m ; tour de piste par l'ouest à 500 pieds, présence d'une haie en seuil de piste 18. Terrain impraticable après de fortes pluies.

- Voûtes de La Collancelle : la construction du canal du Nivernais au XVIIIe siècle nécessita des aménagements importants. Il fallut passer par la montagne de La Collancelle et le seul moyen fut de percer celle-ci. La balade emprunte les trois tunnels (voûtes) suivants, et l'on fait demi-tour au hameau de Port Brûlé :

1. le tunnel de La Collancelle (758 m) ;
2. le tunnel de Mouas (268 m) ;
3. le tunnel de Breuilles (212 m).

La section du canal comprenant les 3 tunnels, séparés par 4 tranchées, constitue son bief de partage, à 262 m d'altitude. 

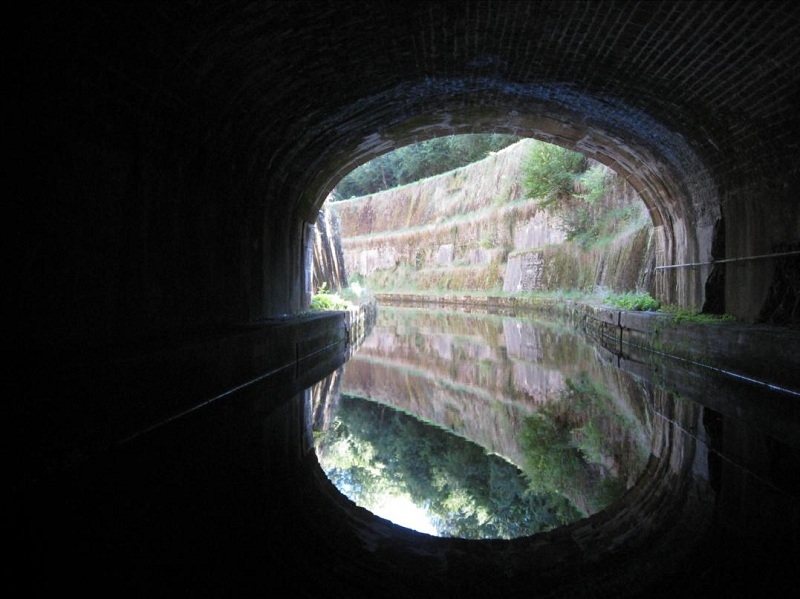
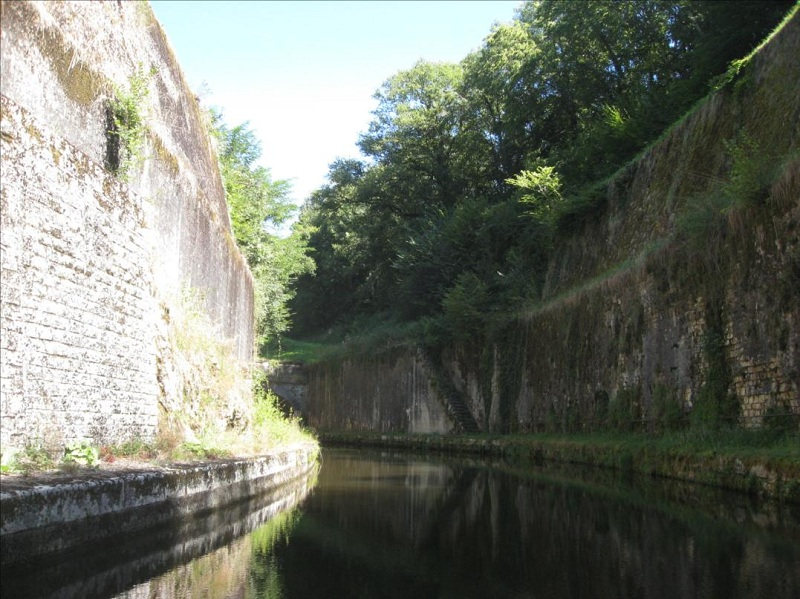
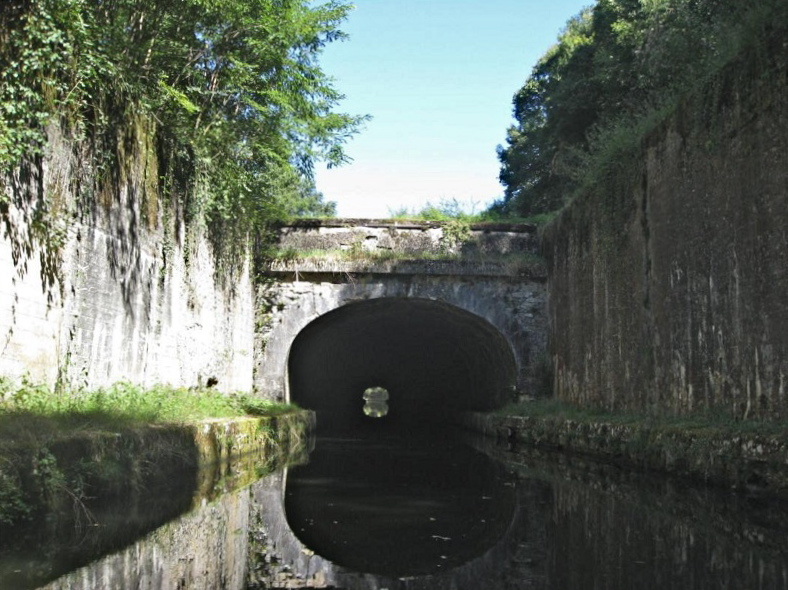
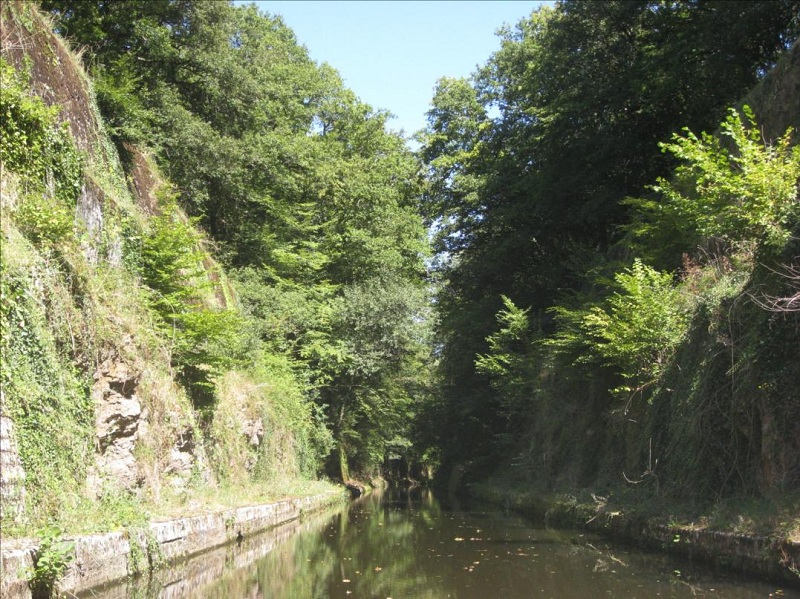
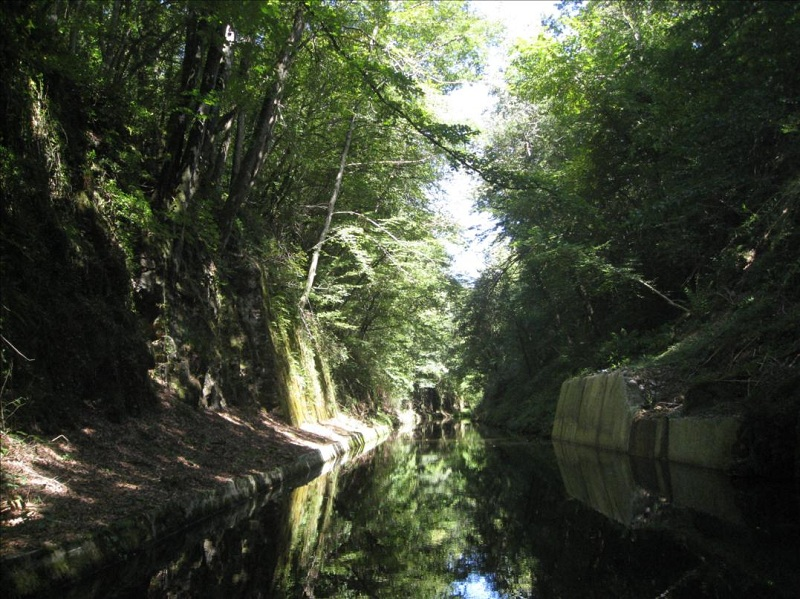
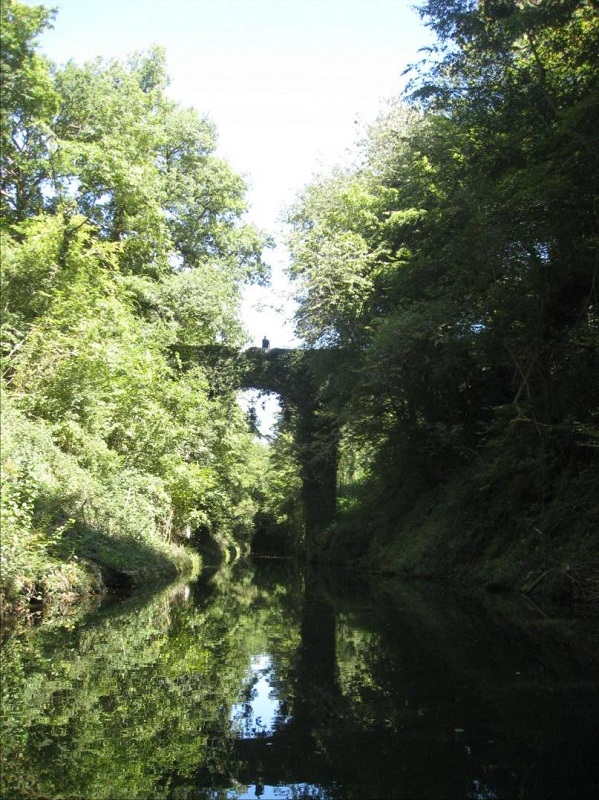
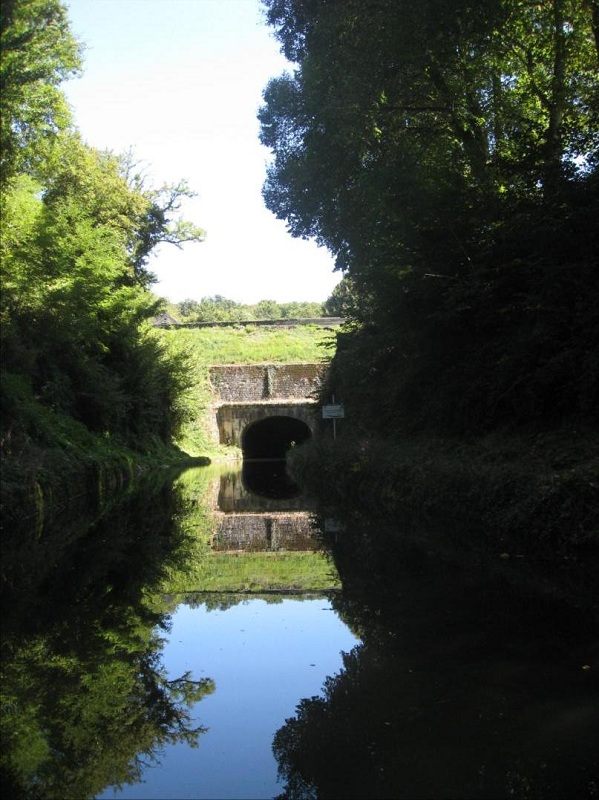

### Personnalités liées à la commune
- Jean-Baptiste Thillaie Delaborde (1730-1777), scientifique et curé de la commune.